# 源学
源 学（みなもと まなぶ、Gen〈ゲン〉、1967年6月18日 - ）は、日本のミュージシャン。石川県金沢市出身。

## 経歴
1988年、ロックバンドGENを結成し、1990年にビクターインビテーションからメジャーデビュー。
1992年にバンド解散後間もなくしてソロ・デビュー。1995年からはアーティスト名をGenに改め、ソロ活動のほか、お笑いコンビ・2丁拳銃のシングル曲のプロデュースなど楽曲提供、CM曲などの音楽制作も行う。1999年にSMEJ Associated Recordsへ移籍。トーレ・ヨハンソンとのコラボレーションで、10/21シングル「群青の日々」、2000年、1/21に2ndシングル「きみの声」、3/8アルバム「ultra marine」を発表する。
現在は出身地の金沢市に戻り、実家の保育園の園長となり子ども達に歌を歌うなどする傍ら、他アーティストへの楽曲提供、CMソング制作や映画音楽（金沢シャッターガール）、編曲なども幅広く行っている。2008年7月に、石川テレビ放送（フジテレビ系列）のキャラクター「石川さん」のテーマ曲として発表された「石川サンバ」の作曲、自身の新バンド「Gen & Smiley's!」のリーダーとしても活動している。同バンドは、2011年7月30・31両日に行われた石川テレビ主催の「石川さんカーニバル」にも連日出演し、最終日のステージでトリをつとめた。2012年10月からホンダ・N-ONEのナレーションを担当している。2018年6月20日、11年ぶりの2枚組アルバム「Singin' and Smilin'」を発売。

## タイアップ一覧
| 使用年 | 曲名                   | タイアップ                                      |
| ------ | ---------------------- | ----------------------------------------------- |
| 源学   |                        |                                                 |
| 1993年 | Call Me!               | 花王「フェイスCENA UVケア」CMソング             |
| 1993年 | 恋のイントロダクション | テレビ朝日系『OH!エルくらぶ』オープニングテーマ |
| Gen    |                        |                                                 |
| 1995年 | 街の灯                 | 黄桜「山廃仕込」CFソング                        |
| 1999年 | 群青の日々             | 北海道テレビ『鈴井の巣』エンディングテーマ      |
| 2000年 | きみの声               | 北海道テレビ『鈴井の巣』エンディングテーマ      |

## 楽曲提供
2丁拳銃
- 1st シングル「逢いたくて」（毎日放送TV「カモン　ナンバ」テーマ曲）／cw.「好きなことやろう」
- 2nd シングル「いつだって…」（毎日放送TV「銀河ぴかいち」テーマ曲）／cw.「僕の唄」
- 4thシングル「ラブソング」
- 1stアルバム「LOVEROCK」6曲提供

ステイツマン
- 1st シングル「HOME TOWN」（ミズノ98-99SUPER STAR「トレジャック」CF曲）／cw.「TELL ME」

SWITCH
- シングル「星を見上げて」（NHK「天才てれびくん」オープニングテーマ曲）

川村かおり
- シングルカップリング曲「Bye Bye Summer」

美裕りゅう
- アルバム収録曲「歓びのうた」

佐伯りき
- シングルカップリング曲「遠慮なんてしない」

Shy
- アルバム収録曲「S」

24局ネットテレビ アニメBビーダマン爆外伝
- 青ぼんのテーマ「僕たちのワンダーランド」

テレビ東京系アニメ グランダー武蔵RV
- 「そうだ、海へ行こう」

Jumpin'
- 「スマイル方程式」

石川サンダーズ
- 「じゃまないわいね〜Everything's gonna be alright」

## CM提供楽曲
- HAB　温泉物語　全シリーズ
- HAB　温泉物語　「2010 ゆのくに天祥」編
- HAB　温泉物語　「2010 加賀観光ホテル」編
- HAB　温泉物語　「2010 李がさね」編
- HAB　温泉物語　「2010 温泉へ行こう」編　パート1
- HAB　温泉物語　「2010 温泉へ行こう」編　パート2
- HAB　温泉物語　「2010 温泉へ行こう」編 パート3
- のとや　CMソング　「ま〜るいお宿」編　「のとや流、ヌーベル・ジャポネ」編
- 全日空ブライダル　CMソング
- MARIMO　CMソング
- MARIMO　CMソング　金沢　ポレスターマンション
- 富山テレビ　8恋　TV-CM
- 富山テレビ　8恋　ドラマ1
- 富山テレビ　8恋　ドラマ2 (Gen 友情出演)
- みや美　CMソング 「セントポーリィア教会」編、「セントミッシェル教会」編、「ア・ヴェール・ブランシェ」編
- オークス　ウエディング　CMソング
- テレビ金沢「スマイル」 エンディングテーマ曲 　♪ここにあるもの　♪君がいる
- HAB　結婚物語（全日空ホテル）
- ネッツトヨタ石川「ドライブ・ザ・パーティー」テーマソング
- 福邦銀行CMソング
- 専門学校IB&O-HARA
- 石川サンバ
- 金沢医療技術専門学校（isis）CMソング
- 金沢医療技術専門学校（isis）CMソング 　スポーツ鍼灸編
- 金沢医療技術専門学校（isis）CMソング　 ビューティー鍼灸編
- 石川県宅建協会CMソング（15秒バージョン）
- アリス学園CMソング（15秒バージョン）
- ゆうふぉーCMソング（15秒、30秒バージョン）
- ゆうふぉーCMソング 水族館篇
- HONDA N-ONE「ライト」篇
- HONDA N-ONE「N360→N-ONE」(2012年）篇
- HONDA N-ONE「軽快な走り」篇
- HONDA N-ONE「安全性能」篇
- HONDA N-ONE「ターボエンジン」篇
- H25年 アリス学園CMソング
- タキロンマテックス（株）ナレーション
- HONDA N-ONE「ドアの音」篇
- HONDA N-ONE - ｢Ｎ360→N-ONE｣（2013年）篇
- アンド・いしかわ　テーマソング（MROラジオ）
- ミーゴチャン音頭
- DETACHwash CMソング
- 幼稚園はどんなとこCM 個性篇
- 幼稚園はどんなとこCM 集団＿社会篇
- 幼稚園はどんなとこCM 夢中＿熱中篇
- ISIS（金沢医療技術専門学校）看護師になりたいドキュメント篇
- ISIS（金沢医療技術専門学校）看護師になりたい女性篇
- ISIS（金沢医療技術専門学校）看護師になりたい男性篇
- 日産セレナ・ノート　CMソング
- ホクスイ　2017 年賀CM
- ホクスイ　2018 「明日への扉」
- 映画「金沢シャッターガール」音楽
- ISIS（金沢医療技術専門学校）歯科衛生学科「みんなの未来」TVCM 30秒
- ISIS（金沢医療技術専門学校）歯科衛生学科「おいしい笑顔」TVCM 30秒
- ISIS（金沢医療技術専門学校）歯科衛生学科「かがやく自分」TVCM 30秒

## プロデュース

### 2丁拳銃
- 1st シングル「逢いたくて」/cw「好きなことやろう」
- 2nd シングル　cw「僕の唄」

### ステイツマン
- 1st シングル「ホームタウン」/cw「Tell me」

### r!kuya
- 1st  mini album「shine」
- 1st Full Album 「Palette」